# Récif Cornwallis du Sud
Le récif Cornwallis du Sud (en anglais Cornwallis South Reef, en vietnamien Đá Núi Le, en tagalog Bahura ng Osmeña, en mandarin Nánhuá jiāo (en sinogrammes simplifiés 南华礁)), est un atoll des îles Spratleys en mer de Chine méridionale situé au centre sud-ouest de Dangerous Ground,.

## Géographie
Le récif Cornwallis du Sud est un atoll corallien océanique qui s'est développé au sommet d'un mont sous-marin dans la partie sud des îles Spratleys.
Le récif est situé à moins de 190 milles marins à l'ouest de l'île de Palawan et au nord-ouest de l'île de Bornéo.
Les caractéristiques géographiques peu profondes les plus proches sont le récif Alison (moins de 6 milles marins à l'ouest) et le récif Pearson (27 milles marins à l'est).
L'atoll est de forme presque oblongue, aligné nord-sud. Le récif s'assèche, exposant un lagon dont la profondeur peut atteindre 9 mètres ; on rapporte qu'on peut y accéder depuis le sud par un chenal de 360 mètres de large avec quelques têtes de corail et d'une profondeur de 9 mètres.
La couverture aérienne de cet atoll est de 30,70 km2 comprenant un platier récifal de 13,87 km2 qui entoure un lagon de 13,78 km2 et une pente récifale de 3,05 km2

## Revendication de souveraineté
Le Viêt Nam a pris possession du récif pour la première fois en 1988.
Actuellement, le Viêt Nam contrôle ce récif dans le cadre de la ville de Trường Sa, district de Trường Sa, province de Khánh Hòa.
En 2009, le Viêt Nam, dans une soumission à la Commission des Nations Unies sur les limites du plateau continental, a reconnu que son plateau continental n'incluait pas le récif Cornwallis du Sud et qu'il n'avait donc aucun droit de l'exploiter.
Comme pour toutes les îles Spratleys, la propriété de l'atoll est contestée. Le récif est revendiqué par la république populaire de Chine, les Philippines et la république de Chine (Taïwan).

## Structures artificielles
Trois structures artificielles pouvaient être observées à deux endroits du platier récifal avant 2014 : deux d'entre elles, reliées par un sentier au-dessus de l'eau de 30 mètres, sont situées sur la partie sud-ouest du platier récifal ; le troisième se trouve sur le platier récifal nord-est. En 2014, une quatrième structure du même type est venue s'ajouter aux deux structures du sud-ouest,.
La Marine populaire vietnamienne est stationnée sur 3 avant-postes, nommés Đảo Núi Le (îles Núi Le) A et B, avec des coordonnées géographiques (entre parenthèses sont les coordonnées inscrites sur la stèle de souveraineté) :
- Đảo Núi Le A (au sud-ouest du récif Alison) : 8° 46′ 46″ N, 114° 03′ 09″ E, incluant deux structures militaires et une maison culturelle polyvalente (financée par le secteur bancaire vietnamien, le projet a été achevé en décembre 2014.
- Đảo Núi Le B (au nord du récif Alison) : 8° 49′ 59″ N, 113° 55′ 27″ E, comprend une maison longue avec une maison culturelle polyvalente (inaugurée en 2022).

La superficie des structures flottantes est insignifiante.  L'atoll a fait l'objet d'un développement modeste de la part du Viêt Nam.
Des structures ont été construites en trois points de l'atoll, en 2014/15, deux canaux d'accès ont été dragués pour permettre aux navires d'entrer dans le lagon, et en 2015, un terre-plein de 1,69 hectares a été réalisé à côté des nouveaux canaux d'accès,.
Une grande partie des travaux a été emportée par le typhon Melor en décembre 2015 et la superficie restante était d'environ 0,9 hectare.
Fin octobre 2022, le Viêt Nam a recommencé à construire le récif près du chenal d’entrée sud-ouest du récif, près de Đảo Núi Le A.
Selon l'Asia Maritime Transparency Initiative, en 2023, le Viêt Nam a poursuivi le dragage et l’accrétion d’une île artificielle à petite échelle sur le récif Cornwallis du Sud.
En octobre 2023, la superficie de l'île artificielle Nui Đảo Núi Le A était d'environ 5 hectares.

## Histoire
Lors de la mise en œuvre de la campagne CQ-88, le 28 février 1988, la Marine populaire vietnamienne  a envoyé le navire HQ633 pour apporter des forces d'ingénierie et des matériaux pour construire des maisons de grande hauteur sur le récif Cornwallis du Sud (Đá Núi Le). 
Le 23 mars 1988, la construction de la maison haute a été achevée et transférée aux forces de protection de l'île. Après cela, les ingénieurs ont continué à construire une maison de niveau 2 et à ajouter 1 ponton supplémentaire.
En 1997, les ingénieurs ont continué à construire des maisons permanentes sur Đảo Núi Le A, en 2001, ont construit des maisons permanentes sur Đảo Núi Le B, à environ 4 km au nord-est.